# الفروسية في أولمبياد 2004
في رياضة الفروسية في الألعاب الأولمبية الصيفية الثامنة والعشرون تنافس المتسابقون على 6 ميداليات ذهبية، وانقسمت المسابقات إلى عدة فروع ثانوية منها القفز على الموانع وسباق الضاحية والترويض واستغرقت 14 يوما. شهدت هذه المسابقات استعمال المنشطات الذي تم إعطاءه لحصانين يقودهما فارسين من ألمانيا وأيرلندا وتم منع الحصان الأيرلندي من المشاركة بينما تم تجريد الفارس الألماني من ميداليته الذهبية.

## ترتيب الفرق
| الترتيب | الدولة           |   |   |   |   |
| 1.      | الولايات المتحدة | 1 | 2 | 2 | 5 |
| 2.      | ألمانيا          | 1 | 1 | 2 | 4 |
| 3.      | المملكة المتحدة  | 1 | 1 | 1 | 3 |
| 4.      | هولندا           | 1 | 0 | 0 | 1 |